# Laeospira asperata
Laeospira asperata är en ringmaskart som först beskrevs av Bush 1905.  Laeospira asperata ingår i släktet Laeospira och familjen Serpulidae. Inga underarter finns listade i Catalogue of Life.